# Cymbeline
Pour le film inspiré de la pièce de théâtre, voir Anarchy: Ride or Die.

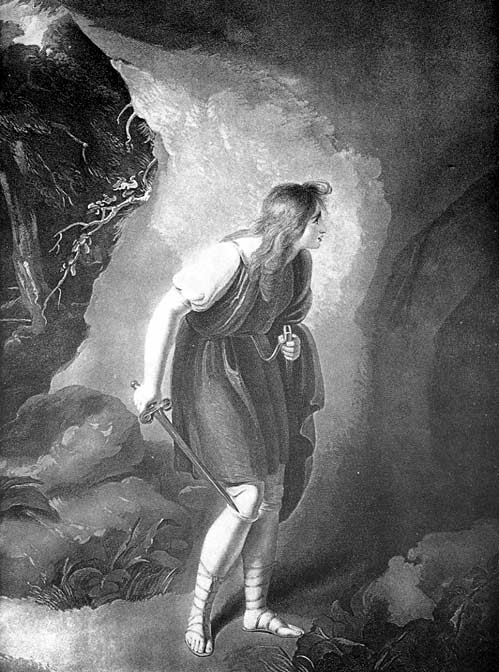
Imogène, en habits d'homme, pénètre dans la grotte de Bélarius. Illustration de James Parker d'après une peinture de Richard Westall (1795).

Cymbeline (The Tragedy of Cymbeline, King of Britain) est une pièce de théâtre écrite par William Shakespeare vers 1611.
Au XXIe siècle, les critiques considèrent cette pièce comme une « romance tardive ». D'abord classée avec les tragédies, dans le Premier Folio publié des pièces de Shakespeare, il est maintenant admis qu'elle a sa place dans les comédies.
John Keats la comptait parmi ses pièces favorites, mais bien qu'autrefois tenue en haute estime, cette pièce a perdu de sa popularité depuis le XIXe siècle.

## Personnages

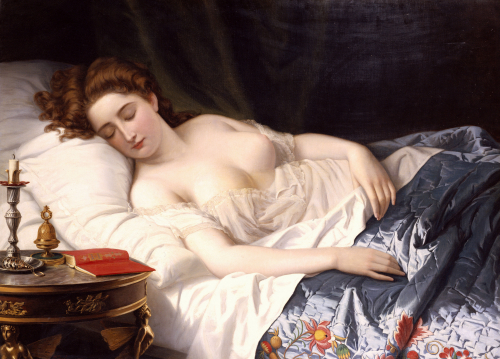
Imogène dans sa chambre à coucher où Iachimo remarque le grain de beauté sur sa poitrine. Wilhelm Ferdinand Souchon, 1872.

- Cymbeline : roi de Bretagne (Grande-Bretagne).
- la Reine : femme de Cymbeline.
- Imogène : fille de Cymbeline, d’un premier lit.
- Cloten : fils de la reine, d’un premier lit.
- Léonatus Posthumus : chevalier, mari de la princesse Imogène.
- Bélarius : seigneur, exilé par Cymbeline, et déguisé sous le nom de Morgan.
- Guidérius et Arvirargus : fils de Cymbeline, et connus comme les fils de Bélarius sous les noms de Polydore et de Cadwal.
- Philario : ami de Posthumus, Romain.
- Iachimo : ami de Philario, Romain.
- 3 gentilshommes : un Français, un Hollandais, un Espagnol, amis de Philario.
- Caius Lucius : général de l'armée romaine.
- Un officier romain.
- Deux capitaines bretons.
- Pisanio : écuyer de Posthumus.
- Cornélius, médecin.
- Deux gentilshommes de la cour de Cymbeline.
- Deux geôliers.
- Hélène : suivante d'Imogène.
- Seigneurs, dames, sénateurs romains, tribuns, apparitions, un devin, officiers, messagers, etc.

## Argument
Cymbeline, roi de Bretagne et vassal de l’Empire romain, a eu deux fils, Guidérius et Arvirargus, mais, vingt ans plus tôt, ils ont été enlevés durant leur enfance par un traître nommé Bélarius, désormais en exil. Cymbeline découvre que son seul enfant restant, sa fille Imogène, a épousé en secret son amant Posthumus Léonatus, un noble de la cour. Les amants ont échangé leurs bijoux : Imogène se retrouve donc en possession du bracelet de Posthumus tandis que ce dernier conserve dorénavant la bague de la princesse. Le roi Cymbeline annule le mariage et bannit Posthumus, car il faut qu’Imogène donne naissance à un héritier de sang royal, qui lui succédera sur le trône.
Entre-temps, la reine (l’épouse de Cymbeline, donc), conspire pour que Cloten – son fils stupide et arrogant, né d’un premier lit – épouse Imogène. Elle envisage également un plan alternatif : assassiner Imogène et Cymbeline. Pour ce faire, elle se procure auprès du médecin de la cour ce qu’elle croit être un poison mortel. Toutefois, le médecin en question, Cornélius, se méfie ; il ne lui donne qu’une inoffensive potion somnifère. La reine remet le « poison » à Pisanio, écuyer de Posthumus et serviteur aimant d’Imogène, en l’amenant à croire qu’il s’agit d’un médicament.
Après le bannissement de Posthumus, Imogène s’est quant à elle réfugiée dans ses appartements, notamment pour fuir les avances agressives de Cloten.
Vivant désormais en Italie, Posthumus y fait la rencontre de Iachimo, lequel lui parie que lui, Iachimo, pourra séduire Imogène – louée pour sa chasteté par Posthumus – et apporter après coup la preuve de son adultère. Si Iachimo gagne, il entrera en possession de la bague de Posthumus. Si c'est Posthumus qui gagne, non seulement Iachimo devra le payer, mais il lui faudra aussi combattre Posthumus en duel.
Iachimo se rend en Bretagne où il tente de séduire la fidèle Imogène. Elle le repousse. Iachimo se cache alors dans un coffre dans sa chambre de la princesse et, lorsqu’elle s’assoupit, il en sort pour dérober le bracelet naguère remis par Posthumus à sa bien-aimée. Il prend également note de la configuration de la pièce, ainsi que de la présence d’un grain de beauté sur le corps partiellement dénudé d’Imogène, histoire de présenter de fausses preuves à Posthumus... et donc de lui faire accroire qu’il est parvenu à séduire son épouse.
De retour en Italie, Iachimo convainc Posthumus qu’il est parvenu à suborner Imogène. Fou de rage et de jalousie, Posthumus envoie deux lettres en Bretagne : l’une à Imogène, dans laquelle il lui demande de le rencontrer secrètement à Milford Haven, sur la côte galloise ; l’autre à Pisanio, en lui ordonnant de tuer Imogène au même endroit.
Cependant, Pisanio refuse de tuer sa maîtresse et lui révèle le plan de Posthumus. Il amène également Imogène à se déguiser en garçon et à chercher un emploi à Milford Haven. Il lui donne aussi le « poison » de la reine, affirmant – de bonne foi – qu’il s’agit d’un médicament susceptible d’atténuer sa détresse psychologique. Sous l’apparence d’un garçon, Imogène adopte alors le nom de « Fidèle ».
Retour à la cour de Cymbeline, où, manipulé par la reine, le roi refuse de rendre hommage à l’ambassadeur romain Caius Lucius. Ce dernier prévient Cymbeline que la colère de l’empereur sera terrible et conduira à l’invasion de la Bretagne par les troupes romaines.
Pendant ce temps, Cloten apprend la « rencontre » entre Imogène et Posthumus à Milford Haven. Revêtant les vêtements de Posthumus sur un coup de tête (ils sont si beaux qu’ils lui font envie), il se rend au Pays de Galles dans le dessein de tuer Posthumus puis de violer, enlever et finalement épouser Imogène.
Pour sa part, la princesse, qui a voyagé sous l’apparence de « Fidèle » dans les montagnes galloises, voit sa santé se détériorer. Elle parvient dans une grotte. Là résident Bélarius et ses « fils » Polydore et Cadwal, qu’il a élevés comme des chasseurs (on se souvient que ces deux jeunes gens sont en réalité les princes britanniques Guidérius et Arviragus – mais eux-mêmes n’en savent rien). Ils découvrent « Fidèle » et, instantanément captivés par une étrange affinité avec « lui », deviennent rapidement ses amis.
À l’extérieur de la grotte, Guidérius tombe sur  Cloten, qui lui adresse des insultes, ce qui entraîne un duel à l’épée au cours duquel Guidérius décapite son adversaire. Entre-temps, la santé d’Imogène se dégrade encore et elle absorbe le « poison », que Pisanio lui avait présenté comme un médicament. À leur retour, les hommes la retrouvent « morte ». En proie à la plus grande tristesse, et après avoir placé le corps de Cloten à côté du sien, ils s’absentent brièvement afin de préparer les doubles funérailles.
Imogène se réveille à côté d’un corps sans tête. Elle croit qu’il s’agit de Posthumus (Cloten a revêtu les habits dudit Posthumus).
Les troupes romaines dépêchées par l’empereur sont arrivées en Grande-Bretagne. Alors que l’armée traverse le Pays de Galles, Lucius découvre « Fidèle » qui, dévasté, prétend être un loyal serviteur, en deuil de son maître Posthumus. Ému par cette fidélité, Lucius enrôle « Fidèle » comme page.
Au palais, la reine traîtresse dépérit à cause de la disparition de son fils Cloten.
Pendant ce temps, désespéré, Posthumus s’est enrôlé dans les forces romaines tandis qu’elles commencent à envahir la Bretagne. Bélarius, Guidérius et Arviragus aident tous à sauver Cymbeline de l’assaut romain. Le roi ne reconnaît pas ces hommes, mais il prend bonne note de leur bravoure alors qu’ils continuent à se battre et parviennent même à s’emparer des commandants romains – ce sont Lucius et Iachimo –, remportant ainsi la bataille.
Posthumus a été capturé, de même que « Fidèle ». Tous deux sont emprisonnés aux côtés des vrais Romains, qui attendent d’être exécutés. Alors que Posthumus dort dans sa geôle, les fantômes de ses ancêtres se manifestent, pour se plaindre à Jupiter du triste sort qui l'attend. Jupiter lui-même apparaît alors – dans le tonnerre et la gloire – pour leur assurer que le destin apportera le bonheur à la fois à Posthumus et à la Bretagne.
Cornélius arrive à la cour pour annoncer que la reine est subitement décédée et que, sur son lit de mort, elle a avoué (sans aucun repentir) avoir ourdi des plans infâmes contre son mari et le trône. À la fois troublé et soulagé par cette nouvelle, Cymbeline se prépare à faire exécuter ses prisonniers, mais il arrête tout au moment où il remarque « Fidèle », qui non seulement lui paraît fort beau, mais en outre étrangement familier.
De son côté, « Fidèle » a remarqué la bague de Posthumus au doigt d’Iachimo et demande brusquement d’où provient ce bijou. Un Iachimo bourrelé de remords évoque alors son pari et narre comment il n’a pu séduire Imogène mais a fait croire à Posthumus que c’était pourtant le cas. Posthumus s’avance pour confirmer l’histoire d’Iachimo, révélant son identité et avouant que, dans sa colère, il a ordonné à son écuyer de la tuer.
La princesse, en extase, se jette sur Posthumus, lequel la prend pour un garçon et la repousse brutalement. Pisanio se précipite alors pour expliquer que « Fidèle » est Imogène déguisée. Cependant, la princesse soupçonne toujours que Pisanio a conspiré avec la reine pour lui faire ingérer du poison. L’écuyer l’assure de son innocence ; le médecin Cornélius confirme ses dires en révélant que le prétendu poison était en réalité un somnifère et que la reine a menti à Pisanio, en lui faisant croire qu’il s’agissait d’un remède.
Sur ces entrefaites, Bélarius livre sa propre confession, révélant que Guidérius et Arviragus sont les deux fils de Cymbeline.
Ses frères ayant retrouvé leur place dans la lignée, Imogène est dorénavant libre d’épouser Posthumus. Un Cymbeline exalté pardonne à Bélarius et aux prisonniers romains, dont Lucius et Iachimo. Lucius fait appel à son aruspice pour qu’il prophétise : le devin assure que tous connaîtront le bonheur. Expliquant que son refus d’allégeance à Rome lui avait été soufflé par sa femme, Cymbeline accepte maintenant de rendre hommage à l’empereur en signe de paix entre la Bretagne et Rome, et il invite tout le monde à une grande fête.

## Lieux
Le drame se déroule alternativement en Bretagne et en Italie.

## Sources
L'intrigue de la pièce provient de plusieurs sources. L'histoire de Cymbeline et de l'invasion romaine provient des Chroniques de Raphael Holinshed, qui servent également de source à d'autres pièces de Shakespeare. L'histoire de Cymbeline remonte en dernière extrémité à l'Historia regum Britanniae du chroniqueur médiéval Geoffroy de Monmouth, qui élabore un récit fantaisiste autour de la figure historique du roi breton Cunobelinos, mort en 41 ap. J.-C. L'histoire du pari entre Posthumus et Iachimo concernant la fidélité d'Imogène provient d'une histoire du Décaméron de Boccace (la neuvième histoire du deuxième jour).

## Adaptations
Loreena McKennitt en a tiré une chanson intitulée Cymbeline, avec laquelle elle conclut habituellement ses spectacles.
Une adaptation cinématographique de Michael Almereyda est sortie en 2015 sous le titre Anarchy: Ride or Die. Elle transpose l'intrigue de la pièce dans un cadre contemporain où les intrigues politiques concernent un gang de motards.